# Doodsoorzaak
De doodsoorzaak is de uiteindelijke oorzaak van iemands overlijden. Artsen moeten in Nederland bij overlijden een doodsoorzaakformulier invullen ten behoeve van de statistiek. Dit ligt vaak minder duidelijk dan men op het eerste gezicht zou denken.

## Voorbeeld
Iemand heeft suikerziekte, waardoor de bloedvaten veel sneller dan normaal vernauwen onder invloed van atherosclerose. Een of meer niet-fatale hartinfarcten volgen. De patiënt krijgt daarnaast een maligne tumor in de darm, met metastasen naar de lever. Hij vermagert zienderogen en op een gegeven moment houdt hij op met ademen en is hij dood. Wat is de doodsoorzaak? Het stoppen van de hartslag. Door een nieuw hartinfarct? Door uitputting? Door een longembolie? Door de kanker? Het vaststellen van de uiteindelijke oorzaak is een kwestie van definitie, zelfs als we precies (menen te) weten wat er gebeurd is. Is het de tumor, het hartinfarct, de suikerziekte, de atherosclerose of de uittering?
Op het Nederlandse formulier is dan ook ruimte om aan te geven wat de onmiddellijke oorzaak is, wat de onderliggende langere-termijnoorzaken zijn en welke ziekte(n) mogelijk verder nog hebben bijgedragen.
Niet zelden komt het voor dat mensen dood in bed worden gevonden. Er is meestal geen speciale reden om aan een natuurlijke oorzaak te twijfelen maar zonder autopsie kan het een hartstilstand, hersenbloeding, longembolie, harttamponnade, epileptisch insult of andere acute toestand geweest zijn. Meestal vindt er geen autopsie plaats. Doodsoorzaakstatistieken moeten daarom met enige voorzichtigheid worden geïnterpreteerd. Ook een autopsie geeft overigens niet altijd een oplossing.

## Doodsoorzaken in Nederland
In 2003 overleed 62% van de overledenen aan hart- en vaatziekten of kanker. De belangrijkste doodsoorzaken in 2003 waren coronaire hartziekten (15.500 doden), beroerte (11.600) en longkanker (8900). De doodsoorzaak van kinderen tussen 2 en 12 is meestal kanker. Het gaat dan met name om hersentumoren en leukemie. Bij oudere kinderen tussen 13 en 16 zorgen verkeersongevallen voor de grootste sterfte. Bij jongetjes tussen 2 en 5 jaar is verdrinking de voornaamste doodsoorzaak.
Op jonge leeftijd in het algemeen (0-24 jaar) zijn de belangrijkste doodsoorzaken aangeboren afwijkingen, aandoeningen ontstaan in de perinatale periode, verkeersongevallen en zelfmoord. Op de leeftijd van 25-44 jaar sterven de meeste mensen aan verkeersongevallen, suïcide en borstkanker. Op middelbare en oudere leeftijd (boven de 45 jaar) zijn dat coronaire hartziekten, beroerte, dementie, longontsteking, COPD en longkanker voor mannen.

## Doodsoorzaken in de Europese Unie
In de 27 lidstaten van de Europese Unie vormen aandoeningen van het hart- en vaatstelsel de belangrijkste doodsoorzaak. In 2004 stierven bijna 2 miljoen mensen hieraan. Met 740 duizend overledenen vormt sterfte door coronaire hartziekten de belangrijkste daarvan. In Nederland ligt het gemiddelde relatief lager aan coronaire hartziekten; in de nieuwe Oost-Europese landen vormt de sterfte door deze ziekten de hoogste. In Frankrijk is de sterfte door coronaire hartziekten het laagst, dit staat bekend als de Franse paradox. In IJsland sterven beduidend meer mannen eraan dan vrouwen.
Een mediterraan dieet verkleint de kans op coronaire hartziekten; veel olijfolie, vis, groenten en fruit en knoflook. Ook tabak en alcohol spelen een rol (echter in negatieve zin), net als erfelijke factoren en verschillen in diagnose en classificatie.